# Pierre Joseph Bonnaterre
Pierre Joseph Bonnaterre (ur. 1752, zm. 20 września 1804) – opat, przyrodnik francuski.
Był pierwszym badaczem, który zajął się dzikim chłopcem z Aveyron. Jako zoolog przyczynił się do identyfikacji blisko 25 gatunków ryb. W swoim dziele Tableau encyclopédique et méthodique des trois règnes de la nature zebrał prawie 400 ich rysunków.

## Dzieła
- Tableau encyclopédique et méthodique des trois règnes de la nature, dix-huitième partie, insectes. Agasse, Paris 1797.
- Recueil de médecine vétérinaire ou Collection de mémoires d'instructions et de recettes sur les maladies des animaux domestiques.
- Tableau encyclopédique et méthodique des trois règnes de la nature ..., cétologie, ophiologie, erpétologie. Padua 1795.
- Tableau encyclopédique et méthodique des trois règnes de la nature, Ophiologie. Panckoucke, Paris 1790.
- Tableau encyclopédique et méthodique des trois règnes de la nature, ornithologie. Panckoucke, Paris 1790/91.
- Tableau encyclopédique et méthodique des trois règnes de la nature ... Cétologie. Panckoucke, Paris 1789.
- Tableau encyclopédique et méthodique des trois règnes de la nature ..., Erpétologie. Panckoucke, Paris 1789/90.
- Tableau encyclopédique et méthodique des trois règnes de la nature ..., Ichthyologie. Panckoucke, Paris 1788.